# 克魯茲脂鯉
克魯茲脂鯉，為輻鰭魚綱脂鯉目脂鯉亞目頂器脂鯉科的其一種，分布於南美洲巴西及秘魯的亞馬遜河流域，體長可達2.5公分，棲息在底中層水域，生活習性不明。